# Tułoma
Tułoma (ros. Тулома) – rzeka na Półwyspie Kolskim, w obwodu murmańskim.
Pokrywa się lodem między końcem grudnia a lutym. Topnienie i spływ lodu od kwietnia do początku czerwca. Tułoma wykorzystywana jest do spławu drewna. Na rzece wybudowano dwie elektrownie wodne: Górnotułomska Elektrownia Wodna (oddana do eksploatacji w 1966 r., moc 268 MW), oraz Dolnotułomska Elektrownia Wodna (oddana do eksploatacji w 1938 r., moc 57,2 MW). Rzeka była słynna z połowu łososi z rocznym odłowem przekraczającym 100 ton. Jednak po wybudowaniu zapór migracja ryby ustała i mimo kilkakrotnych prób wybudowania różnego rodzaju ułatwień przepływu łososia, większych sukcesów nie osiągnięto.
Miejscowości wzdłuż rzeki: Kola, Murmaszy, Górnotułomski, Tułoma.